# 西寒寺
25°00′44″N 121°35′21″E / 25.012196°N 121.589165°E
西寒寺是位於臺灣臺北市文山區博嘉里福德坑環保復育公園的廟宇，旁為富德公墓，為福德坑垃圾掩埋場場長林文楨發願所建，用以收容棄置的神像以及安定員工人心。

## 歷史沿革

### 收容神像
廟地原為深達十多公尺的山谷凹地，是由福德坑垃圾掩埋場（今福德坑環保復育公園）暫管的社會局公墓預定地。緊鄰掩埋場北側門、垃圾車地磅站旁。
1985年，福德坑垃圾場啟用時，場長林文楨認為工作人員未事先對於在旁的富德公墓和靈骨塔「敦親睦鄰」，也沒有定期祭拜，才遇到一些怪事，因此農曆初一、十五都要領工作人員祭拜亡靈。掩埋場北側門警衛紀正雄回憶，一些警衛為求心安，就先請一尊佛像作伴，之後陸續收容神像。
當時1980年代，臺灣風行大家樂，賭輸的賭徒會將神像丟棄，遂產生大量的廢棄神像。這些被運到福德坑掩埋場的神像，由清潔隊員陸續收容在北側門的警衛室兼地磅室內。一次掩埋場突然起大火，撲滅後在起火處挖出兩箱神像，成為此廟神像最大來源。還有從基隆河整治區所拆廟宇、信義計畫區所拆廟宇的神像淪落到此。

### 興建廟宇
掩埋場員工感覺有這群神像後，北側門就安寧許多，白晝也不再感到陰森。員工與附近居民深信是落難神明的庇護所致，故決定捐資建廟，以示謝忱。林文禎為達成心願，就在1990年代非法將暫管的公墓預定地，提供商人陳門鏗填棄土，條件是填平後要在上面建廟。因當時福德坑已面臨關閉，此種大量頃倒廢土的異常行為在1993年曾引起市議員張玲的質疑。陳門鏗所填廢土達四萬七千多立方公尺，按當時市場行情獲利新台幣四百七十多萬元。
陳門鏗將凹地填成平地後，依約蓋廟並捐出八十萬元的香油錢，但被調場長辦公室辦事謝炳根私吞。1994年9月16日，廟宇落成，乩童寫門聯：「西方渡世人、寒凍覺外春、寺光照光明。」，取每句的第一字，命名「西寒寺」。廟身占地十多坪。並成立管理委員會，由議員李金璋出任主委及博嘉里長許演佳擔出總幹事。由博嘉里的地方人士進行維護。之後林文禎發現香油錢被私吞，指使行政組組長沈威廷追繳，才拿回四十二萬多元餘款。
寺內諸神像，以土地公最多，而關公、觀音、四面佛、唐三藏、孫悟空、豬八戒、沙僧也都有，至於文殊菩薩、普賢菩薩、地藏王菩薩則是法主公信徒所請來。紀正雄表示，沒有西寒寺之前，少人從木柵走這邊通往南港研究院路的近路，後來過往人車已明顯增。一些經常經過的路人更出錢出力整建寺廟。還有善心人士修補整理神像，甚至還有人慕名而來，請神像回去祭拜。寺內貼有告誡賭徒的告示：「眾神本金身好好，熟知爾等卻自迷賭，害眾神落難，金身在外。」

### 暫緩拆除
由於廟蓋在社會局的土地上，屬於違建。1995年左右，廟被查報違建，台北市政府建管處行文環保局要求拆除，否則強制執行，引起掩埋場員工以及當地居民反應激烈。環保局表示，為避免西寒寺擴大規模，或未來福德坑規畫另作他用時引發糾紛，已函請相關單位儘速拆除此寺。TVBS臺灣靈異節目《接觸第六感》也曾報導此廟。
1996年8月30日，時任台北市市長陳水扁前往巡視西寒寺，在旁陪同的李金璋、李承龍、及柯景昇等議員，也一起為此廟請命。李承龍表示西寒寺位於墳區，有座廟宇頗能安定人心；李金璋與柯景昇建議建將附近空地闢建為公園、交通轉運站讓掃墓民眾能休憩。當日即獲得陳水扁准許。
陳水扁見到這些神像後，說就算不是供奉的神，也是很好的藝術品，判定此廟在1994年底以前興建，按市府新的違建查報標準，對市容景觀、公共安全、交通及環境衛生都無影響者，可列入分期分類違建，暫緩拆除。該年4月時他准許了永平福德宮的保存、6月簽署了士林德和宮搬至誠公園的決定、9月向中央政府提報將被劃為公園預定地的臨濟護國禪寺列為古蹟以免被拆。
為了提供每天進出民眾、喪家方便，台北市政府將在西寒寺旁興建公廁，但是廟方不可再擴建。清明節掃墓時，此廟作為臨時機車停車場使用。